# Les Piliers de la Terre (jeu vidéo)
Pour les articles homonymes, voir Les Piliers de la terre (homonymie).
Les Piliers de la Terre (The Pillars of the Earth) est un jeu vidéo d'aventure en pointer-et-cliquer développé et édité par Daedalic Entertainment, sorti en 2017 sur Windows, Mac, Linux, PlayStation 4, Xbox One et iOS.
Il est adapté du roman éponyme de Ken Follett.
En Angleterre, au XIIe siècle : malgré la misère et la guerre, un village se lance dans la construction d'une cathédrale dans l'espoir d'apporter prospérité et protection à ses habitants. Dans leur lutte pour survivre, vies et destins s'entremêlent.

## Synopsis

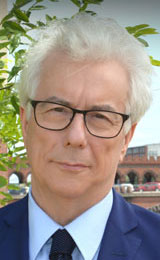
Ken Follett

Inspiré du bestseller international de Ken Follett, Les Piliers de la Terre retrace l'histoire du village de Kingsbridge en proposant d'incarner Jack, Aliena et Philip et de modifier le cours de l'histoire du livre par le biais de l'exploration, de la prise de décision et des dialogues.
Angleterre, XIIe siècle : malgré la grande misère et la guerre, un village se lance dans la construction d'une cathédrale dans l'espoir d'apporter prospérité et protection à ses habitants. Dans leur lutte pour survivre, vies et destins s'entremêlent. Philip, le moine, est nommé prieur de la petite abbaye de Kingsbridge.
Au même moment, un garçon prénommé Jack est élevé dans les bois par une mère hors-la-loi. Son apprentissage pour être tailleur de pierre est la première étape vers sa carrière de bâtisseur de talent. Ensemble avec Aliena, une jeune noble tombée en disgrâce, Jack et Philip se lancent dans la construction de l'une des plus grandioses cathédrales d'Angleterre.

## Système de jeu
Les Piliers de la Terre est un jeu de type point'n click, où le joueur sélectionne un personnage, un objet ou un point de l'écran avec un curseur et choisit ensuite l'action à effectuer parmi les différentes options disponibles.
Les actions et les décisions du joueur influencent le déroulement de l'histoire, permettant ainsi de sortir d'un schéma linéaire. Le jeu s'adapte au choix du joueur qui en influence le déroulement de l'histoire, incluant des QTE (Quick Time Event) pour les interactions spéciales (combats) et se joue avec une sorte de souris pour interagir avec les objets.

## Épisodes
- Prologue / Livre 1 : 16 août 2017
- Livre 2 : 13 décembre 2017
- Livre 3 : 29 mars 2018

## Accueil
- Adventure Gamers : 4,5/5[1]
- Canard PC : 7/10[2]
- GameSpot : 7/10[3]
- Jeuxvideo.com : 16/20 (ép. 1)[4] - 16/20 (ép. 2)[5] - 14/20 (ép. 3)[6] - 15/20 (intégrale)[7]
- 2018 : Prix Historia du jeu vidéo.
- Gameblog[8]: 9/10